# Predrag Mijatović
Predrag "Peđa" Mijatović (Serbo-croat: Predrag "Peđa" Mijatović, Предраг Мијатовић - Пеђа) (Podgorica, Montenegro, 19 de gener de 1969), és un exfutbolista montenegrí. Jugava a la posició de davanter. Va ser director esportiu de la secció de futbol del Reial Madrid Club de Futbol entre 2006 i 2009.

## Biografia
Mijatović va néixer a la localitat iugoslava de Titograd, actual Podgorica, Montenegro. Des de petit va demostrar grans qualitats per al futbol, que li van afavorir poder jugar a un dels millors equips del seu país, el Buducnost, amb només 18 anys. Als 20 anys, després de guanyar un mundial juvenil amb Iugoslàvia, va fitxar pel Partizan de Belgrad, on guanyaria 1 lliga i dues copes, sent el millor jugador de Iugoslàvia el 1992 i 1993. El 1993 nombrosos clubs d'Anglaterra, Itàlia i Espanya es van interessar pel jove jugador, però aquest va recalar al València CF.

### València CF
Va debutar a Primera Divisió el 5 de setembre de 1993, contra el Reial Oviedo, i ràpidament va esdevenir titular indiscutible a l'equip valencià. Hi va estar durant tres anys, jugant 104 partits i clavant 56 gols. La temporada 95/96 va ser la millor de Mijatović a l'equip valencianista. A la lliga va clavar 28 gols en 40 partits, tota una fita, tenint en compte que molts partits els va jugar com a centrecampista. Açò li va permetre aconseguir el trofeu de futbolista de l'any a Espanya i el subcampionat de lliga per al València.

### Reial Madrid
Mijatović va fitxar a l'estiu del 1996 pel Reial Madrid, que va mostrar interès pel jugador des que jugava a Sèrbia. Al Reial Madrid va formar una gran davantera amb Davor Šuker i Raúl González. A la seva primera temporada a la capital espanyola va aconseguir guanyar la Lliga.
La temporada 1997-98 va patir diverses lesions que no li van impedir jugar la final de la Lliga de Campions, disputada al maig de 1998 a Amsterdam davant la Juventus de Torí. Pedrag Mijatović va marcar l'únic gol del partit, donant la copa al conjunt blanc.

### Fiorentina
Mijatović va ser venut a la Fiorentina al final de la temporada següent, ja que el Reial Madrid tenia nous davanters molt més joves com Raúl González, Fernando Morientes o Nicolas Anelka.
Després de la seva estada a Florència va tornar a València per jugar al Llevant UE. Un cop retirat va seguir vivint a València fins al juny del 2006, quan va entrar a formar part de la candidatura de Ramón Calderón a la presidència del Reial Madrid. En guanyar les eleccions va passar a ser el Director Esportiu de la Secció de Futbol de l'entitat blanca.
Amb la dimissió de Ramón Calderón com a president blanc, i la convocatòria d'eleccions a l'estiu de 2009, va desvincular-se de l'entitat madrilenya, encara que li restava una temporada més de contracte.

## Internacional
Va debutar a la selecció absoluta de Iugoslàvia a Kuopio (Finlàndia) el 23 d'agost de 1989 a un Finlàndia - Iugoslàvia (2-2).
Va jugar a la Copa del Món de Futbol 1998 i a l'Eurocopa 2000
Fins a la seva retirada de la selecció el 2003, va vestir 73 vegades la samarreta de Iugoslàvia (Sèrbia i Montenegro a partir del 2003), marcant 28 gols.

## Palmarès
| Títol                        | Equip                | País       | Any  |
| ---------------------------- | -------------------- | ---------- | ---- |
| Mundial Juvenil de Xile 1987 | Iugoslàvia (juvenil) | Iugoslàvia | 1987 |
| Copa iugoslava de futbol     | Partizan de Belgrad  | Iugoslàvia | 1989 |
| Copa iugoslava de futbol     | Partizan de Belgrad  | Iugoslàvia | 1992 |
| Lliga iugoslava de futbol    | Partizan de Belgrad  | Iugoslàvia | 1993 |
| Lliga espanyola              | Reial Madrid         | Espanya    | 1997 |
| Supercopa d'Espanya          | Reial Madrid         | Espanya    | 1997 |
| Lliga de Campions            | Reial Madrid         | Espanya    | 1998 |
| Copa Intercontinental        | Reial Madrid         | Espanya    | 1998 |